# Wireless Gigabit Alliance

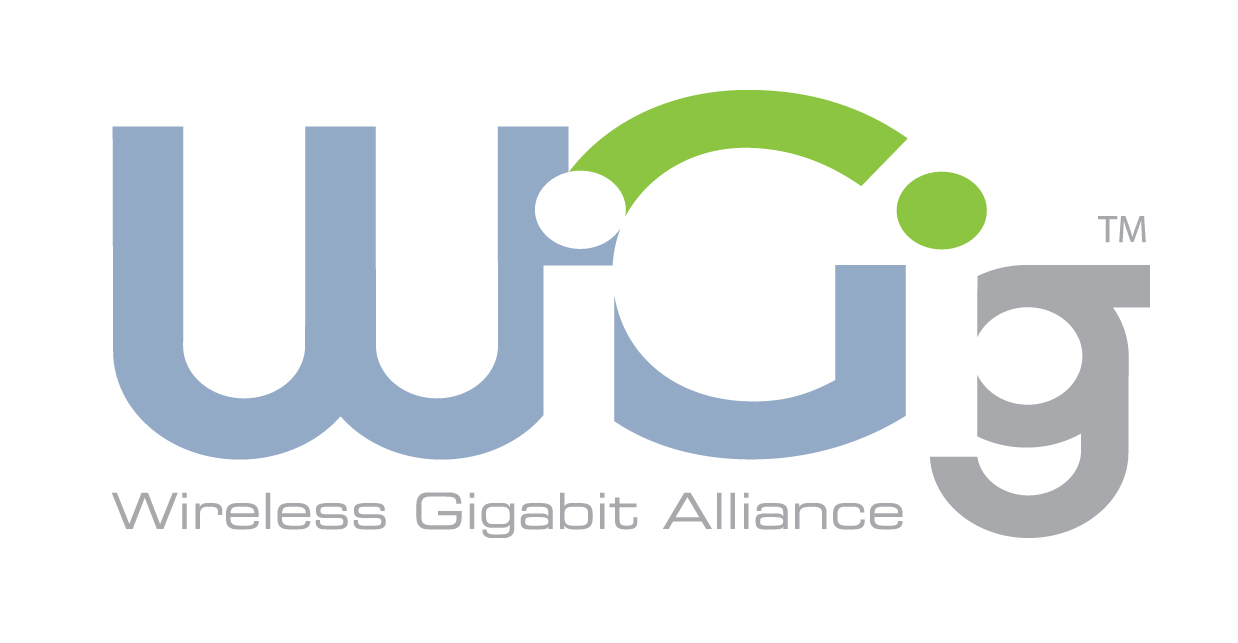
WiGig Alliance Logo

Wireless Gigabit Alliance (WiGig) je obchodní sdružení, které vyvinulo a podporovalo přijetí multi-gigabitové bezdrátové komunikační technologie, operující nad nelicencovaným frekvenčním pásmem 60 GHz. Sdružení bylo zahrnuto Wi-Fi aliancí v březnu 2013.
Vznik WiGig aliance k podpoření normy IEEE 802.11ad, byl oznámen ke květnu 2009. Finální verze 1.0 specifikace WiGig byla vydána v prosinci 2009. V květnu 2010, WiGig oznámila vydání své specifikace, zahájení vlastního adoptivního programu a dohodu o styku s Wi-Fi aliancí o spolupráci na rozšíření Wi-Fi technologií. V červnu 2011, WiGig ohlásil vydání specifikace certifikace verze 1.1.
WiGig specifikace umožňuje zařízením komunikovat bez potřeby kabeláže na multi-gigabitových rychlostech. Povoluje vysokoprodukční bezdrátová data, grafické a zvukové aplikace, které doplňují možnosti předchozích bezdrátových LAN zařízení. WiGig zařízení podporující tři pásma, operující na 2.4, 5 a 60 GHz, přenášejí data rychlostí až 7 Gbit/s, přibližně stejně rychle, jako osm 802.11ac antén a skoro 50krát rychleji než nejrychlejší 802.11n, to vše při zachování kompatibility s existujícími zařízeními Wi-Fi. Signál o frekvenci 60 GHz obvykle nepronikne stěnami, ale může se šířit mimo odrazy od stěn, stropů, podlah a objektů tvarujících paprsky do WiGig systému. Při potřebě přenosu signálu mimo hlavní místnost, protokol může být přepnut na mnohem nižší frekvence, které se šíří i mimo zdi.

## Členové
Mezi společnostmi, které tvoří představenstvo, jsou:
- AMD
- Broadcom Corporation
- Cisco Systems, Inc.
- Dell Inc.
- Huawei Technologies
- Intel Corporation
- Marvell International LTD.
- MediaTek Inc.
- Microsoft Corporation
- NEC Corporation
- Nokia Corporation
- NVIDIA Corporation
- Panasonic Corporation
- Qualcomm Atheros
- Samsung Electronics Co.
- Toshiba Corporation
- Wilocity

Přispívající členové jsou:
- Aeroflex
- Agilent Technologies
- Allegro DVT
- Beam Networks
- CSR
- Future Technology Devices International
- Harman International
- Hittite
- Institute for Infocomm Research
- MET Labs
- Nitero
- NXP
- Peraso Technologies, Inc.
- Rohde & Schwarz
- Samsung Electro-Mechanics
- SK Telecom
- SRTC
- STMicroelectronics
- Tensorcom, Inc.
- Texas Instruments
- TMC
- UL CCS
- ZTE Corporation

Ali Sadri je prezident a předseda představenstva WiGig Alliance, také celé hnutí založil. Sadri řídí veškeré aktivity napříč aliancí, od vedení představenstva, až po řízení podpory pracovní skupiny techniků.

## Historie
Wireless Gigabit Alliance si v roce 2007 dala za úkol vytvářet rychlejší a účinnější komunikační technologie. Její myšlenka byla rozšířit výrobu bezdrátově propojených zábavných domácích a kancelářských zařízení, jako jsou počítače, tablety, chytré telefony a obrazovky, a kompletně se oprostit od potřeby propojení kabeláží. Dalším cílem bylo permanentní spojení a možnost přenosu, čímž se eliminuje nutnost mít notebook a tablet a zařízení se může připojit přímo k obrazovce. WiGig 1.0 byl ohlášen v prosinci roku 2009. V roce 2010, WiGig a Wi-Fi Alliance ohlásila dohodu o spolupráci. Dohoda kombinovala 60 GHz pásmo přenosu spolu s tradiční Wi-Fi komunikací, čímž rozšířila rozsah na pomalejších rychlostech a pomohla signálům projít skrze zdi pro pokrytí celých domácností. Dne 3. listopadu 2010 ohlásila WiGig Alliance spolu s Video Electronics Standard Association (VESA) standard další generace pro definici bezdrátové zobrazovací technologie. VESA a WiGig Alliance souhlasili se sdílením specifikace technologie pro vytvoření multi-gigabitové bezdrátové technologie Display Port. V roce 2011 WiGig koalice doplnila dohodu HDMI licencí, LLC, přidáním video konektoru na trh. Oficiální standard byl publikován jako Standards Association institutem IEEE v prosinci roku 2012, jako IEEE 802.11ad-2012 jako novela k rodině standardů IEEE 802.11.
Po více než dvou letech spolupráce, Wireless Gigabit Alliance v lednu 2013 ohlásila oddělení od Wi-Fi Alliance. Oddělení bylo dokonáno v březnu roku 2013. I když už není spojená organizace, technologie WiGig si ponechala své jméno. S Wi-Fi Alliance společně plánovaly certifikaci obou zařízení ke konci roku 2013.
Dne 9. září 2013 bylo vydáno prohlášení, které odhalilo, že WiGig protokol bude použít v nové, bezdrátové verzi USB prostřednictvím dohody mezi Wi-Fi Alliance a USB Implementers Forum. Wireless USB standard bude používat existující ovladače USB 2.0 a USB 3.0. Wi-FI Alliance převedla bezdrátovou přenosovou technologii WiGig na USB Implementers Forum a je očekáváno, že produkty certifikované jako WiGig, budou zahrnovat funkčnost USB.

## Specifikace
WiGig MAC a PHY specifikace verze 1.1 zahrnuje následující vlastnosti:
- Podpora rychlosti přenosu dat až do 7 Gbit/s – více, než desetkrát rychleji, než nejrychlejší hodnota 802.11n
- Doplnění a rozšíření 802.11 vrstvy Media Access Control (MAC) a její zpětnou kompatibilitu se standardem IEEE 802.11
- Možnosti úsporného režimu a vysokého výkonu na fyzické vrstvě WiGig zařízení, garantující interoperabilitu a komunikaci v gigabitových rychlostech
- Adaptabilní vrstvy protokolu jsou vyvíjeny pro podporu příslušných systémových rozhraní, zahrnujíce datové sběrnice pro počítačové periferie a zobrazovací rozhraní pro HDTV, monitory a projektory
- Podpora beamformingu, umožňující robustní komunikaci na vzdálenostech větších, než 10 metrů. Paprsky se mohou uvnitř pokrytého prostoru pohybovat pomocí změny přenosové fáze individuálních prvků antény, což je nazýváno beamforming fázového pole antény.
- Široké použití pokročilé správy zabezpečení a výkonu WiGig zařízení

## Aplikace
Dne 3. listopadu 2010 ohlásila WiGig aliance vydání specifikací WiGig 1.0 A/V a I/O protokolu adaptivní vrstvy (Protocol Adaption Layer, PAL). Aplikační specifikace byly vyvinuty pro podporu počítačových periferií a zobrazovacích rozhraní pro HDTV, monitory a projektory.
WiGig zobrazovací rozšíření:
- Podporuje bezdrátový přenos audiovizuálních dat
- Umožňuje bezdrátový DisplayPort a ostatní zobrazovací rozhraní, které zahrnují technologii HDCP (High-bandwidth Digital Content Protection) verze 2.0
- Nabízí klíčové A/V aplikace, například lehce komprimovaného nebo nekomprimovaného videa z počítače nebo digitální kamery do HDTV, monitoru nebo projektoru

WiGig Bus rozšíření a WiGig Serial rozšíření jsou dostupné členům od roku 2011:
- Definuje vysoce účinné bezdrátové implementace široce používaných počítačových rozhraní, pracujících přes pásmo 60 GHz
- Umožňuje mnoho gigabitovou konektivitu mezi jakýmikoliv zařízeními, například spojení úložných a ostatních vysokorychlostních periferií

## Spolupráce
Dne 10. května 2010 uzavřela Wi-Fi Alliance spolu s WiGig Alliance dohodu o spolupráci nad multigigabitovou bezdrátovou komunikací. Wi-Fi Alliance a WiGig aliance sdílely specifikaci technologie pro vývoj certifikačního programu Wi-Fi Alliance podporující Wi-Fi operace v 60 GHz frekvenčním pásmu.
Dne 3. listopadu 2010 uzavřely WiGig Alliance a Video Electronics Standards Association (VESA) spolupráci nad standardizací bezdrátové zobrazovací technologie. VESA a WiGig Alliance souhlasily se sdílením specifikace technologie k vývoji multigigabitové technologie DisplayPort a vytvoření certifikačního programu pro bezdrátové DisplayPort produkty.
Dne 28. června 2011 ohlásila WiGig Alliance osvojení HDMI licencování, pro další poskytování WiGig Display rozšíření (WDE) k podpoře HDMI mapování. WDE je pouze 60 GHz specifikace, která definuje framework ke spojení k DisplayPort monitorům a HDMI televizorům. Framework umožňuje aplikace, například bezdrátový přenos komprimovaného nebo nekomprimovaného videa.

## Konkurence
V některých aplikacích je přímým konkurentem technologie WiGig je technologie WirelessHD. Technologie WirelessHD vysílá signál v pásmu 60 GHz stejně jako WiGig.